# عزيزة حلمي
عزيزة حلمي (6 يونيو 1929 - 18 أبريل 1994)، ممثلة مصرية.

## عن حياتها
ولدت في الزقازيق في محافظة الشرقية مصر. اشتهرت بتأديتها لدور الأم. برزت من خلال علاقتها بالفنانة زينب صدقي والفنانة فردوس محمد حيث قدماها للمخرج أحمد بدرخان الذي أسند إليها دوراً في فيلم قلبي يا أبي مع محمد فوزي ونور الهدى عام 1947 وهذا ليس أول أعمالها بل قدمت أعمالًا بمساحة أقل قبله، حيث كانت بدايتها بالمجال الفني بعام 1942 واستمرت حتى قبل وفاتها بسنة بعام 1993.

## أعمالها

### من الأفلام
- 1947 عدو المجتمع
- 1948 نرجس - عدل السماء - ليت الشباب
- 1949 البيت الكبير - القاتلة - سر الأميرة
- 1950 ظلموني الناس - ما كانش ع البال - أيام شبابي - ست الحسن
- 1951 ليلة غرام - حماتي قنبلة ذرية - البنات شربات - أولادي
- 1952 كأس العذاب - البيت السعيد - حياتي أنت - غلطة أب - جنة ونار - يسقط الاستعمار - سيدة القطار - النمر
- 1952 السيدة العذراء في فيلم حياة و الأم السيد المسيح إنتاج الشركة العربية للسينما
- 1953 بلال مؤذن الرسول - دهب - مليون جنيه - غرام بثينة
- 1954 أثار في الرمال - الملاك الظالم
- 1955 أيامنا الحلوة
- 1956 الوسادة الخالية
- 1958 شاطئ الأسرار
- 1959 قلب من دهب
- 1960 المراهقات
- 1961 طريق الأبطال - موعد مع الماضي - نصف عذراء
- 1962 هذا الرجل أحبه
- قصة ممنوعة (1963)
- 1963 المتمردة
- 1964 أول حب.
- 1966 فارس بني حمدان
- 1970 السراب
- 1972 الشيماء - أنف وثلاث عيون
- 1973 الحب الذي كان
- 1975 حبي الأول والأخير
- 1977 وسقطت في بحر العسل - العذاب امرأة
- 1978 الأقمر
- 1979 - 1982 أشياء ضد القانون
- 1983 سواق الأتوبيس
- 1988 زمن حاتم زهران
- 1989 الفتى الشرير
- 1990 الذل
- 1993 الرقص مع الشيطان - خادمة ولكن وكان آخر أعمالها.

### من المسلسلات
- 1983 زهور وأشواك
- 1985 دموع في عيون وقحة
- 1990 رأفت الهجان

## روابط خارجية
- عزيزة حلمي على موقع IMDb (الإنجليزية)
- عزيزة حلمي على موقع الدهليز
- عزيزة حلمي على موقع قاعدة بيانات الأفلام العربية